# The Little Teacher
The Little Teacher er en amerikansk stumfilm fra 1915 af Mack Sennett.

## Medvirkende
- Mabel Normand
- Owen Moore
- Roscoe Arbuckle
- Mack Sennett
- Bobby Dunn